# RMC Sport
Pour les articles homonymes, voir RMC (homonymie).
Cet article concerne les chaînes RMC Sport. Pour l'agence de presse, voir RMC Sport (agence de presse).
RMC Sport (anciennement SFR Sport) est un bouquet de chaîne de télévision française consacré aux sports, filiale du groupe Altice France. Elles sont disponibles sur le câble, le satellite, la télévision par internet (IPTV), la télévision mobile personnelle (sur smartphones et tablettes) et en lecture en continu sur Internet.
Le bouquet est créé le 7 juin 2016 sous le nom SFR Sport, en reprenant les anciennes chaînes MCS ajoutées aux droits de la Première League. Il est alors composé de 5 chaînes, SFR Sport 1, 2, 3, 4K et 5. Le 1er février 2018, une nouvelle chaîne est créé, SFR Sport 4, avant le changement complet de SFR Sport en RMC Sport le 3 juillet 2018 à la suite de l'acquisition des compétitions européennes de football. Le bouquet est désormais composé de six chaînes avec l'intégration de RMC Sport News, anciennement BFM Sport le 8 août 2018, RMC Sport 1, 2, 3, 4, News et UHD. Toutefois les anciennes offres sans les compétitions européennes sont conservés sous l'appellation RMC Sport Access 1, Access 2 et Access 3.

## Historique
Le 26 novembre 2015, le groupe Altice a acquis les droits de diffusion français de la Premier League pour les trois saisons allant de 2016 à 2019. Le championnat anglais était jusque-là diffusé par Canal+.
En avril 2016, Patrick Drahi annonce regrouper ses activités médias, détenues à titre personnel et via Altice dans SFR, dont sa participation dans NextRadioTV, propriétaire notamment de RMC,,. La création de 5 chaînes de télévision payantes consacrées au sport est annoncée par SFR Média sous la marque SFR Sport, regroupant les chaînes MCS et Kombat Sport qui adopteront également la marque SFR. Ces chaînes seront réalisées avec les équipes de NextRadioTV. Un courrier envoyé aux abonnés début avril annonce la création prochaine d'une chaîne d'information baptisée "SFR News".
Le groupe annonce que le bouquet sera composé de SFR Sport 1, une chaîne qui sera consacrée principalement au football et aux grands événements sportifs qui diffusera notamment le championnat anglais de football, SFR Sport 2 qui se veut une chaîne multisports, SFR Sport 3 consacrée aux sports extrêmes, SFR Sport 4K pour les grands événements sportifs en 4K UHD et enfin de SFR Sport 5 pour les sports de combat.
Le 10 août 2016, soit trois jours avant le lancement de SFR Sport 1, le groupe annonce l'acquisition des droits de diffusion du championnat du Portugal de football qui était précédemment diffusé sur BeIn Sports.
Le 11 mai 2017, SFR Sport remporte l'intégralité des droits de diffusion de la Ligue des champions de l'UEFA et de la Ligue Europa pour la période 2018-2021 face à BeIn Sports, à la suite d'un appel d'offres d'un montant supérieur à 1 milliard d'euros. En remportant également les droits de la Supercoupe de l'UEFA sur la même période, SFR dispose désormais de l'ensemble des matches des compétitions européennes de clubs de football.
Lors de la conférence de presse de rentrée des chaînes SFR Sport tenue le 25 septembre 2017 et après avoir imposé la marque SFR, le groupe Altice a annoncé un changement global de sa stratégie de marque, centrée désormais autour d'un même nom, Altice, qui englobera toutes ses activités « au plus tard au deuxième trimestre 2018 ». Ainsi, l'offre et les chaînes SFR Sport deviendront Altice Sport.
En janvier 2018 est annoncé un remaniement du bouquet SFR Sport : ainsi le 1er février 2018, SFR Sport 3, auparavant consacrée aux sports extrêmes, devient une chaîne omnisports avec notamment la diffusion de l'EuroLigue et des compétitions d’équitation nouvellement acquises. Ainsi, les sports extrêmes (X Games, FISE, Red Bull X-Fighters…) seront diffusés sur SFR Sport 4, nouvelle chaîne spécialisée. SFR Sport 4K, dévolue aux retransmissions en Ultra-HD, devient un canal événementiel. Concernant les autres chaînes, aucun changement n'est prévu : SFR Sport 1 reste essentiellement consacrée à la Premier League, SFR Sport 2 conserve son statut omnisports avec notamment la Pro A, l'Aviva Premiership ou encore la Coupe EHF et pour SFR Sport 5 son offre consacrée aux arts martiaux ne varie pas,.
En mars 2018, Altice France annonce finalement que les chaînes de son bouquet sportif SFR Sport seront renommées en RMC Sport en août à l'occasion du démarrage de la Ligue des Champions, abandonnant son changement global de sa stratégie de marque autour d'« Altice », annoncé quelques mois auparavant. Ce changement vise notamment à faciliter la distribution du bouquet dans les offres d'opérateurs concurrents de SFR. Alain Weill annonce que ce bouquet de chaîne sera disponible par satellite et veut également miser sur le service par contournement.
Le 30 mai 2018, est présenté le futur bouquet RMC Sport composé de cinq chaînes pour un lancement le 3 juillet. RMC Sport 1 remplacera SFR Sport 1 et retransmettra le football européen. RMC Sport 2 prendra la place de SFR Sport 2 et diffusera le championnat de football turc, la Jeep Elite, le championnat d'athlétisme et le rugby anglais. RMC Sport 3 qui remplace SFR Sport 3 s'axera principalement sur l'équitation et les sports extrêmes. RMC Sport 4 se substitue à SFR Sport 5 et proposera de la boxe et du free-fight. SFR Sport 4K change de nom pour RMC Sport UHD et BFM Sport est intégrée à l'offre en changeant de nom pour RMC Sport News. Une partie de cette offre repose sur RMC avec la diffusion d'émissions comme Team Duga, l'After Foot, Les Grandes Gueules du Sport et RMC Sport Show notamment,.
Le 18 septembre 2018, RMC Sport propose pour la première fois l'exclusivité de la retransmission des matchs de la Ligue des champions et de la Ligue Europa. Une équipe de commentateurs et spécialistes sont recrutés (Emmanuel Petit, Jérôme Rothen, Christophe Dugarry…).
Lors de cette première soirée, le diffuseur SFR TV rencontre rapidement un problème à la suite d'une surcharge de ses serveurs. La retransmission est coupée et un message d'erreur s'affiche sur l'écran des abonnés de sa plateforme web streaming (« Over-the-top »). D'autres couacs entacheront le lancement de l'offre et les colères et critiques seront relayés par les médias,. De nouveaux problèmes techniques surviennent le 12 février 2019 à l'occasion du huitième de finale aller de Ligue des Champions entre Manchester United et le Paris Saint-Germain.
Le 2 mars 2021, RMC Sport 3 et RMC Sport 4 cessent de diffuser.

### Identité visuelle (logos)

Logo de SFR Sport du 7 juin 2016 au 3 juillet 2018.
Logo de RMC Sport depuis le 3 juillet 2018.

### Slogan
À partir du 3 juillet 2018, le bouquet RMC Sport utilise un unique slogan pour toutes les chaines et tous les supports :
- Depuis 2018 : « C'est la passion qui parle »

## Chaînes

### RMC Sport 1

#### Généralités
La chaîne SFR Sport 1 est lancée le samedi 13 août 2016 à 12h à l’occasion du coup d’envoi de la saison 2016-2017 de la Premier League[source insuffisante].
Elle diffuse principalement l'intégralité du Championnat d'Angleterre de football (Premier League), à savoir entre 5 et 6 matches de chaque journée retransmis en direct, les autres matches étant diffusés en différés. En semaine, elle propose des rediffusions de matches des saisons précédentes. La chaîne diffuse également le Championnat du Portugal de football (Liga NOS) avec 2 à 6 matches en direct pour chaque journée sur SFR Sport 1, SFR Sport 2 et SFR Sport 3, mais aussi des événements de boxe.
Le 3 juillet 2018, SFR Sport 1 est renommé RMC Sport 1.
Identité visuelle

Logo de SFR Sport 1 du 13 août 2016 au 3 juillet 2018.
Logo de RMC Sport 1 depuis le 3 juillet 2018.

#### Quelques émissions
La chaîne de télévision produit le Super Moscato Show depuis septembre 2018, et simultanément sur RMC. Dans cette émission, Vincent Moscato et son équipe décortiquent l'actualité sportive d'une façon décalée et déjantée.
Elle propose d'autre part une quotidienne réalisée en direct et diffusée en simultané sur RMC Sport News. Cette émission traite de l'actualité sportive. Elle est présentée la semaine par Céline Géraud et Thomas Desson, et le week-end par Dorothée Balsan et Thibaut Giangrande[pertinence contestée].
Les autres émissions notables[pourquoi ?] sont consacrées principalement au football, avec notamment :
- Transversales, magazine hebdomadaire présenté par Daniel Riolo basé sur la culture du football. Des reportages sont proposés pour s'immerger dans la culture du foot européen et mondial. À partir de 2017, le magazine prend une tonalité plus européenne[source secondaire souhaitée] et bénéficie désormais d'une diffusion en prime-time le mercredi soir ;
- Le Vestiaire, quotidienne dans laquelle les consultants de la chaîne analysent l'actualité du football[21].
- Footissime ! qui revient sur l'actualité des clubs de football français et européens[source secondaire souhaitée], PL Live et PL Zone consacrées au Premier League, Champions Zone et RMC Europa, diffusée respectivement les soirs de Ligue des Champions et les soirs de Ligue Europa.

### RMC Sport 1 UHD
Le 23 septembre 2016, le groupe annonce le lancement de la chaîne pour le lendemain avec notamment la diffusion de 2 matchs de la Première League, un match de Premiership. Il est aussi annoncé que la chaine diffusera dès le 2 octobre 2016, les principales affiches de Pro A. La chaîne a la particularité de diffuser en UHD.
En 2018, la chaîne, vouée à la diffusion des évènements de sport retransmis en Ultra HD, devient un canal évènementiel disponible sur le canal 120 des box SFR[source insuffisante],.
Le 3 juillet 2018, SFR Sport 4K est renommée RMC Sport UHD puis RMC Sport 1 UHD le 8 août 2018.
Identité visuelle

Logo de SFR Sport 4K du 23 septembre 2016 au 3 juillet 2018.
Logo de RMC Sport 1 UHD du 8 août 2018 au 2 juillet 2024.

### RMC Sport 2
Ma Chaîne Sport voit le jour le 19 octobre 2007. La programmation met en avant le football et diffuse des compétitions nationales et internationales de nombreuses autres disciplines : basket-ball, volley-ball, catch, handball, boxe, athlétisme, natation, tennis, tennis de table, badminton, gymnastique ou poker.
À la suite de la vente des médias d'Altice à SFR en avril, la chaîne est renommée le 9 juin 2016 pour devenir SFR Sport 2 et fait partie du nouveau bouquet SFR Sport.
Quelques semaines seulement après son lancement, Canal+ évoque l'exclusivité de distribution qu'il avait obtenu de MCS et de MCS Extrême avec Altice Media Group pour son bouquet Canalsat et obtient le retrait de la chaîne ainsi que de sa sœur SFR Sport 3 des chaînes SFR. Néanmoins, depuis le 5 juillet 2016, SFR Sport 2 est redevenu Ma Chaîne Sport sur le bouquet Canalsat, les programmes étant uniquement composés de rediffusions, contrairement à SFR Sport 2 diffusé sur SFR. Redevenus SFR Sport 2 et 3 sur Canalsat début octobre, leur distribution a cessé sur le satellite le 3 novembre 2016, date du terme du contrat qui les lie.
La chaîne diffuse différentes compétitions de nombreuses disciplines : notamment le basket (Pro A, Euroleague, Eurocup et équipes de France masculine et féminine), le rugby (Premiership anglaise), l'athlétisme (meetings FFA et Diamond League), etc. Elle propose également des émissions avec des consultants.
Le 3 juillet 2018, SFR Sport 2 est renommé RMC Sport 2.
Identité Visuelle

Logo de Ma Chaîne Sport du 19 octobre 2007 au 8 octobre 2014.
Logo de Ma Chaîne Sport du 8 octobre 2014 au 9 juin 2016 puis du 5 juillet 2016 sur Canalsat jusqu'à début octobre 2016.
Logo de SFR Sport 2 du 9 juin 2016 au 3 juillet 2018.
Logo de RMC Sport 2 du 3 juillet 2018 au 2 juillet 2024.

## Anciennes chaînes

### RMC Sport 3
Le câblo-opérateur Numericable lance MCS Extrême le 25 novembre 2008. Cette nouvelle chaîne est principalement consacrée aux sports extrêmes tel que le surf, le ski, le Speedway, le FMX, le motocross et le X Games. MCS Extrême est une déclinaison de Ma Chaîne Sport lancée l'année précédente, sa convention se rattache d'ailleurs à celle de sa chaîne mère. Visant les 12-25 ans, la chaîne noue un accord avec la télévision américaine Fuel TV dont elle diffuse les programmes 6 heures par jour. La chaîne est alors incluses dans les offres TV de Numericable et Neuf Télécom,.
En avril 2014, Altice rachète les parts de Nicolas Rotkof, dès lors, le Groupe MCS TV appartient à 100 % au groupe Altice. Altice Media Group, propriétaire de la chaine, annonce en avril 2016 que la chaîne changera de nom le 9 juin 2016 pour devenir SFR Sport 3, elle fera partie du nouveau bouquet SFR Sport.
Elle cesse sa diffusion sur Canalsat le 8 novembre 2016.
Le 1er février 2018, SFR Sport 3 devient une chaîne omnisports où elle diffusera notamment les compétitions d'équitation nouvellement acquises (Longines Coupe du Monde FEI et Coupe des Nations FEI), du handball avec la Coupe EHF, du foot avec la Liga nos, du tennis avec des tournois ATP et WTA, du basket avec également l'Euroleague, mais aussi de la gymnastique, du patinage, etc. Les sports extrêmes sont quant à eux à retrouver une nouvelle chaîne SFR Sport 4. Cette dernière propose donc notamment les compétitions suivantes : FISE, X Games, Coupe du monde FIS de ski et snowboard freestyle, compétitions Red Bull, etc.
Le 3 juillet 2018, SFR Sport 3 est renommé RMC Sport 3 et SFR Sport 4 disparaît. Les sports extrêmes sont de nouveau diffusés sur RMC Sport 3 en compagnie de l'équitation.
Le 2 mars 2021, RMC Sport 3 cessent de diffuser.
Identité visuelle

Logo de MCS Extrême du 25 novembre 2008 à 2014.
Logo de MCS Extrême de 2014 au 9 juin 2016.
Logo de SFR Sport 3 du 9 juin 2016 au 3 juillet 2018.
Logo de RMC Sport 3 depuis le 3 juillet 2018 au 2 mars 2021

### RMC Sport 4
Kombat Sport est lancée en septembre 2012 sur Canalsat et Numericable. La programmation met en avant les sports de combat tels que la boxe, le kick-boxing, le muay-thaï, l'UFC et bien d'autres. Kombat Sport émet depuis le Luxembourg, ce qui lui permet de diffuser du free fight ou MMA (mixed martial arts). En France, le CSA a interdit en 2005 la diffusion de ces sports. Cette interdiction avait été contestée par Canal+ devant le Conseil d'État, mais en vain.
Altice devient l'unique propriétaire de la chaîne et du Groupe MCS TV en avril 2014.
Le 30 mars 2016, la chaîne est lancée sur le canal 80 de SFR. Le 2 mai 2016, la chaîne cesse sa diffusion sur Canalsat pour être en exclusivité sur SFR.
Le 9 juin 2016, Kombat Sport devient en France SFR Sport 5 pour créer le bouquet SFR Sport mais reste Kombat Sport au Luxembourg.
Fin 2016, Kombat Sport cesse sa diffusion au Luxembourg et n'est pas remplacé par SFR Sport 5. Au Portugal, Kombat Sport a été lancée en mai 2016, et la version française y était déjà diffusée depuis mai 2015.
La chaine est consacrée aux sports de combats et aux art martiaux, avec notamment l'UFC en exclusivité.
Le 3 juillet 2018, SFR Sport 5 est renommé RMC Sport 4.
Le 2 mars 2021, RMC Sport 4 cessent de diffuser.
Identité visuelle

Logo de Kombat Sport de septembre 2012 au 9 juin 2016 en France et jusque fin 2016 au Luxembourg.
Logo de SFR Sport 5 du 9 juin 2016 au 3 juillet 2018.
Logo de RMC Sport 4 depuis le 3 juillet 2018 au 2 mars 2021

#### Émissions
UFC Weekly
Présentée par David Astorga tous les jeudis soirs à 22h30, UFC Weekly présente les prochains rendez-vous UFC et les temps forts de l’organisation de MMA la plus prestigieuse au monde et ses combattants, avec le chroniqueur Antoine Simon, ainsi que les consultants Cyril Diabaté, Xavier Foupa-Pokam et Bertrand Amoussou.
Kombat Club
Présentée par Lucie Bertaud chaque mercredi à 20 h, accompagnée d’invités, Kombat Club analyse et de décrypte les dernières actualités importantes de la semaine.

### RMC Sport News
RMC Sport News est une chaîne d'information sportive en continu, créée en 2016, filiale des groupes NextRadioTV et Altice France. Elle est lancée à l'occasion de l'Euro 2016 et s'appelle alors BFM Sport. Elle traite de l'ensemble de l'actualité sportive avec des journalistes et des consultants de l'agence RMC Sport.
BFM Sport intègre le bouquet RMC Sport le 3 juillet 2018[source insuffisante] puis est renommée RMC Sport News le 8 août 2018.
Le 2 juin 2020, RMC Sport News arrête sa diffusion pour une nouvelle chaîne de l'information sportive du groupe Altice qui est prévue pour la rentrée prochaine[réf. nécessaire].

### SFR Sport 4
SFR Sport 4 est une chaîne lancée le 1er février 2018 avec pour but de devenir la chaine des sports extrêmes, en remplacement de SFR Sport 3 qui devient une chaîne omnisports. Elle propose notamment les compétitions suivantes : FISE, X Games, Coupe du monde FIS de ski et snowboard freestyle, compétitions Red Bull, etc. Le 3 juillet 2018, SFR Sport 4 disparaît. Les sports extrêmes sont de nouveau diffusés sur RMC Sport 3.

## Programmation

### Football
- Europe
  - Ligue des champions de l'UEFA en intégralité et en exclusivité (2018-2021)[34] puis co-diffusées avec Canal+ (le choix 1 du mardi et le choix 1 du mercredi), sauf la finale (2021-2024).
  - Ligue Europa en intégralité (2018-2024)[34]
  - Ligue Europa Conférence en intégralité (2021-2024)

Anciennes :
- Monde
  - Coupe des confédérations 2017 en intégralité[35]
- Angleterre
  - Premier League en intégralité (2016-2022)[36]
- Portugal
  - Liga NOS (jusqu'en 2013, 2016-2023)[37]
  - Coupe de la Ligue (2016-2017)[38]
  - Coupe du Portugal (2016-2017)[38]
- Amérique
  - Ligue des champions de la CONCACAF[39]
  - Copa Libertadores (jusqu'en 2012, depuis 2015)[40]
  - Copa Sudamericana
- Brésil
  - Copa do Brasil
- Premier-liha (2012-2015)[41]
- Primera División (jusqu'en 2014)[42]
- Championnat de Russie (2012-2015)[43]
- Superleague Elláda (2014-2015)[44],[45]
- Eredivisie (2011-2014)[46]
- Scottish Premier League[47]
- Matchs à domicile du SL Benfica en championnat (2013-2014)[48]
- Championnat National (2013-2015)[49],[50]
- Championnat d'Europe espoirs (2015)[51]
  - Supercoupe de l'UEFA (2018-2021)
  - Ligue des champions féminine de l'UEFA (2020)
- Chinese Super League (2016-2017)[52]

### Rugby

#### Angleterre
- Aviva Premiership (2016-2021)[53]
- Les test-matchs à domicile de l'Angleterre (2016-2020, hors Tournoi des 6 nations)[54]

### Basket-ball

#### Europe
- EuroLigue de basket-ball (2017-2021)[55]
- EuroCoupe de basket-ball (2017-2021)
- FIBA Europe Cup[56]

#### France
ancienne diffusion:
- Pro A (2016-2020)[57]
- Pro B (2016-2020)
- Leaders Cup (2016-2020)
- Coupe de France (2016-2020)

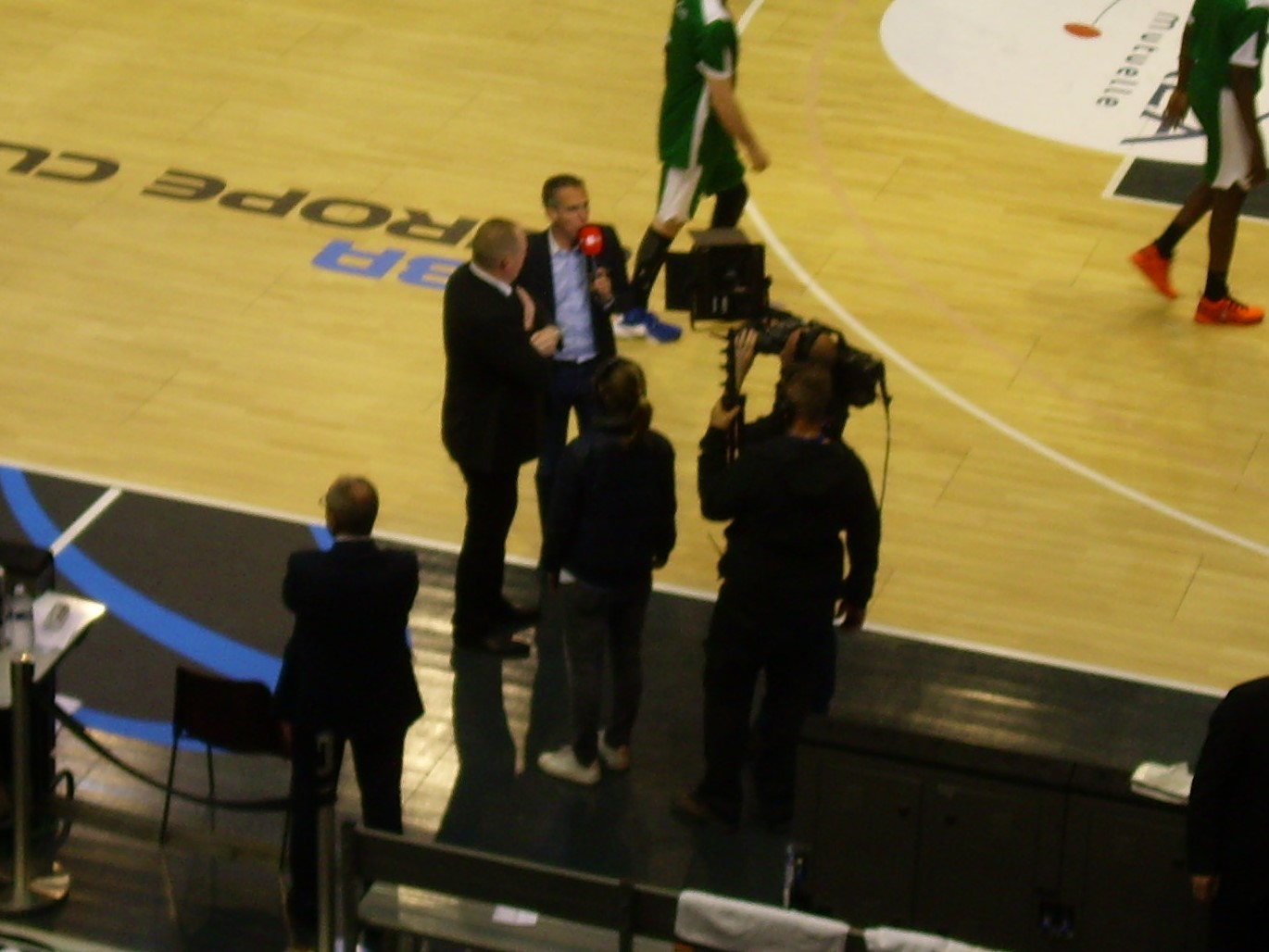
Interwiew lors d'un match de basket-ball en 2017

- Ligue féminine de basket (2016-2020)
- Match des champions (2016-2020)
- Équipe de France de basket-ball (sauf Coupe du monde et Euro dont les droits sont détenus par Canal+) (2016-2020)
- Équipe de France de basket-ball féminin (sauf Coupe du monde et Euro dont les droits sont détenus par Canal+) (2016-2020)

#### États-Unis
- NCAA Basketball (2013-2018)[58]

### Handball
- Coupe EHF[59]

### Volley-ball
- Ligue européenne féminine de volley-ball
- Ligue des champions masculin
- Ligue des champions féminin

### Tennis
- Quelques tournois ATP World Tour 250
  - Open Sud de France (depuis 2015)[60]
  - Open 13 Provence (depuis 2019)[60]
  - Open Parc Auvergne-Rhône Alpes (depuis 2019)[60]
- Quelques tournois WTA International
  - Internationaux de Strasbourg[60]
- Finale de l'Engie Open de Limoges[60]
- BNP Paribas Primrose Bordeaux[61]
- Engie Open Biarritz Pays basque[61]

Anciennes diffusions :
- Tournois WTA Premier en intégralité (2013-2016)[62]
- WTA Finals[63]
- Hopman Cup[64]
- International Premier Tennis League en intégralité[64],[62]
- ATP 250 de Brisbane, Los Cabos, Chengdu, Anvers, Houston, Bogota, Gstaad, Malaisie et Saint-Pétersbourg[65],[64],[66]
- ATP Champions Tour[66]
- Les Petits As[66]

### Athlétisme

#### International
- Ligue de diamant (2017-2019, hors Monaco qui reste sur Canal+)[67]

#### France
- Championnats de France Élite (2017-2020)[68]
- Championnats de France Élite en salle (2017-2020)
- Championnat de France de cross-country (2017-2020)
- Championnat de France de trail (2017-2020)
- Meeting de Paris (2017-2020)
- Meeting de Paris indoor (2017-2020)
- Pro Athlé Tour (2017-2020)
- Fly Europe Paris (2017-2020)
- DécaNation (2017-2020)
- Circuit FFA d'Ekiden (2017-2020)
- Sommet de la course à pied (2017-2020)
- Décastar (2018)[69]

### Sport d'hiver
- Coupe du monde de ski alpin - les manches disputées en Autriche (jusqu'en 2018)
- Tournée des quatre tremplins
- Coupe du monde de ski acrobatique
- Freeride World Tour
- Crashed Ice
- Championnats de France de patinage artistique

### Boxe
- Championnat de France
- Championnat du monde, combats européens et mondiaux WBA, WBO, WBC et IBF toutes catégories
- Friday Night Fights
- World Series of Boxing (2017-2020)[70]

### Catch
- Émission hebdomadaire américaine diffusée chaque vendredi : TNA Impact Wrestling
- Tous les Pay Per View de la Total Nonstop Action Wrestling (1 par mois)

### Kick-boxing
- Glory World Series (jusqu'en 2019)
- Kickboxing Talents (jusqu'en 2019)

### MMA
- Ultimate Fighting Championship
- Cage Warriors
- M-1 Challenge

### Surf
- World Surf League

### Football américain
- NCAA Football[71]
- Legends Football League

### Sports extrêmes
- Winter X Games
- Summer X Games
- FISE Montpellier (2018)[72]

### Gymnastique
- Championnats du monde de gymnastique artistique (jusqu'en 2024)
- Championnats du monde de gymnastique rythmique (jusqu'en 2024)
- Coupe du monde FIG (jusqu'en 2024)

### Équitation
- Longines Coupe du monde FEI (depuis 2018)[73]
- Coupe des Nations FEI (depuis 2018)[73]

## Organisation

### Dirigeants et effectifs
Président-directeur général d'Altice Média
- de novembre 2000 à juin 2021 : Alain Weill
- depuis juillet 2021 : Arthur Dreyfuss

Directeur Général délégué, chargé de l’information et du sport du pôle audiovisuel
- depuis juillet 2019 : Hervé Beroud

Directeur Général
- de 2016 à 2019 : François Pesenti
- de 2019 à 2020 : Laurent Eichinger
- depuis 2021 : Karim Nedjari

### Journalistes
- Fabien Lévêque
- Frédéric Calenge
- Thomas Desson
- Samyr Hamoudi
- Stéphane Guy
- Jean Resseguié
- Nicolas Vilas[74]

### Consultants

#### Football
- Nicolas Anelka
- Federico Balzaretti
- Kévin Diaz (en)
- Éric Di Meco
- Johan Djourou
- Nicolas Douchez
- Charles Itandje
- Marc Libbra
- Emmanuel Petit
- Frédéric Piquionne
- Sébastien Piocelle
- Éric Roy

#### Basket[57]
- Stephen Brun

#### Sports de combat
- Kamel Jemel
- Bertrand Amoussou
- Gilles Arsène
- Xavier Foupa-Pokam
- John M'Bumba
- Mickael Borot
- Aurélien Duarte

## Audiences et abonnés
En novembre 2018, Altice Europe annonce que RMC Sport compte deux millions d'abonnés.
| N° | Date              | Programme                               | Compétition                                               | Téléspectateurs |
| -- | ----------------- | --------------------------------------- | --------------------------------------------------------- | --------------- |
| 1  | 18 août 2020      | Paris Saint-Germain - RB Leipzig        | Ligue des champions 2019-2020 (Demi-finales)              | 1 700 000       |
| 2  | 12 août 2020      | Atalanta Bergame - Paris Saint-Germain  | Ligue des champions 2019-2020 (Quarts de finale)          | 1 173 000       |
| 3  | 16 février 2021   | FC Barcelone - Paris Saint-Germain      | Ligue des champions 2020-2021 (Huitièmes de finale aller) | 1 000 000       |
| 4  | 13 avril 2021     | Paris Saint-Germain - Bayern Munich     | Ligue des champions 2020-2021 (Quarts de finale retour)   | 977 000         |
| 5  | 7 avril 2021      | Bayern Munich - Paris Saint-Germain     | Ligue des champions 2020-2021 (Quarts de finale aller)    | 938 000         |
| 6  | 12 février 2019   | Manchester United - Paris Saint-Germain | Ligue des champions 2018-2019 (Huitièmes de finale aller) | 844 000         |
| 7  | 28 novembre 2018  | Paris Saint-Germain - Liverpool FC      | Ligue des champions 2018-2019 (Phase de groupes)          | 717 000         |
| 8  | 18 septembre 2019 | Paris Saint-Germain - Real Madrid       | Ligue des champions 2019-2020 (Phase de groupes)          | 707 000         |
| 9  | 6 novembre 2018   | SSC Naples - Paris Saint-Germain        | Ligue des champions 2018-2019 (Phase de groupes)          | 651 000         |
| 10 | 23 août 2020      | Paris Saint-Germain - Bayern Munich     | Ligue des champions 2019-2020 (Finale)                    | 624 000         |

## Diffusion
Pour son lancement en juin 2016, le bouquet de chaînes est disponible exclusivement pour les abonnées SFR via SFR TV ou la TV de Numericable. Depuis août 2017, les chaînes sont également disponibles en option sur le service satellite Fransat sur les canaux 34 à 37 et depuis le 18 septembre 2018 pour les abonnés par satellite de Canal+ sur les canaux 137 à 141.
Depuis le 15 novembre 2016, les chaînes RMC Sport (anciennement SFR Sport) sont également disponibles au sein d'une nouvelle offre par contournement nommée « RMC SPORT 100% digital ».
Les chaînes ne seront plus disponibles sur les offres Canal+ par le satellite dès le 17 septembre 2021, le contrat liant Altice et SES Astra arrivant à son terme.
RMC Sport propose sa diffusion sur le Câble, l'ADSL ou la Fibre de SFR TV et également ses programmes via son site internet et son application mobile.